# 1577
سنة 1577 كانت سنة بسيطة تبدأ يوم الثلاثاء (الرابط يظهر نموذج التقويم الكامل للسنة) من التقويم اليولياني.

## أحداث
- تأسيس مدينة ليفورنو وتقع حاليا في إيطاليا.
- تأسيس مدينة سالتيو وتقع حاليا في المكسيك.
- تأسيس مدينة باريناس وتقع حاليا في فنزويلا.
- 3 أكتوبر: بدء حصار غوزدانسكة والذي استمر إلى 13 يناير 1578.

## مواليد
- مسعود مسيح الكاشاني

## وفيات
- آدم فون بودنشتاين كاتب ألماني
- إبراهيم مرزا خطاط إيراني
- إريك الرابع عشر
- إسماعيل الثاني الصفوي عالم فلك إيراني
- اندريا أماتي
- بارتيموليو سكابي
- جورج غاسكوين
- جولييان روميرو عسكري إسباني
- دولت كراي الأول
- رودريجو خيل دي أونتانيون مهندس معماري إسباني
- كونراد هوبير (كاتب)
- ماريا دوقة بارما